# Submarino (coquetel)

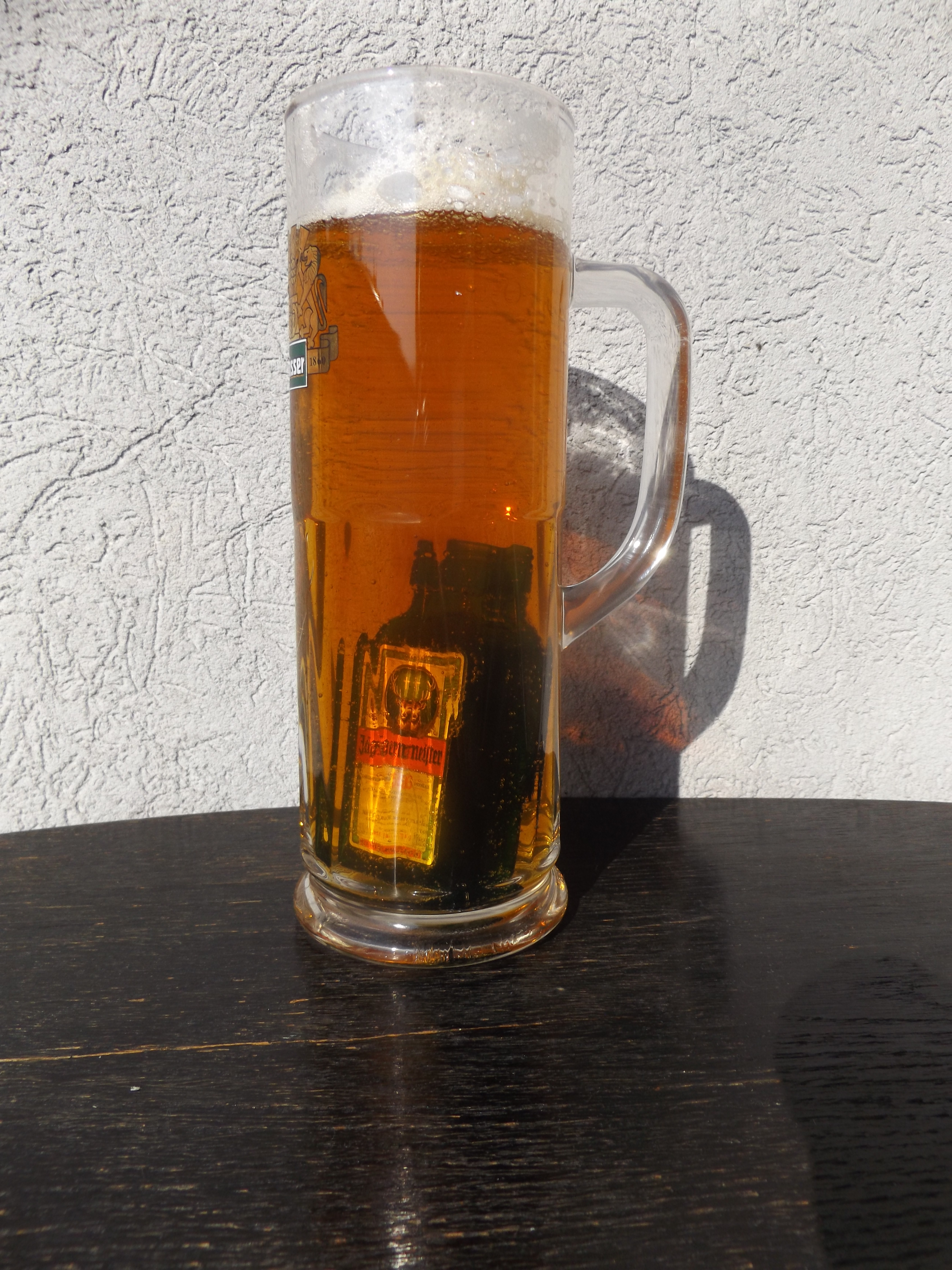
Submarino con Jägermeister

O submarino é um coquetel típico da Região Sul do Brasil. A sua versão mais conhecida é feita adicionando-se uma dose de steinhäger a um copo ou caneco de chope. Em diversas regiões do Brasil, encontram-se outras variantes nas quais o steinhäger é substituído por outra bebida destilada como a cachaça, tequila ou vodca. Esta bebida tem origem no costume do imigrante alemão de tomar as duas bebidas simultaneamente mas não misturadas.
O submarino à base de steinhäger pode ser encontrado em diversos bares em cidades do sul do Brasil como Curitiba, Blumenau, Florianópolis e Porto Alegre. Na Região Nordeste do Brasil, também houve imigração alemã, sendo possível se encontrar o submarino à base de steinhäger por exemplo em Campina Grande.

## Modo de preparo
Enche-se uma taça ou copo pequeno com steinhäger. Coloca-se uma caneca vazia de cabeça para baixo em cima da taça. Rapidamente, viram-se ambos, taça e caneca. Enche-se a caneca com cerveja. A cada vez que se bebe a bebida, um pouco de steinhäger se mistura à cerveja.